# Przekaźnik Buchholza

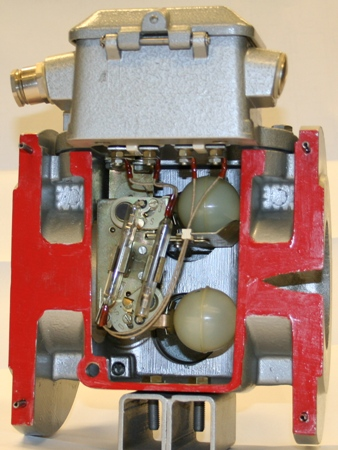
Budowa wewnętrzna przekaźnika Buchholza

Przekaźnik Buchholza – przekaźnik gazowo-wydmuchowy wykorzystywany jako zabezpieczenie w transformatorach energetycznych, został wynaleziony przez niemieckiego inżyniera Maxa Buchholza w roku 1921.
Zabezpieczenie instaluje się na rurze łączącej kadź z konserwatorem oleju. Jego zadaniem jest ochrona transformatora przy zaistnieniu następujących sytuacji:
- zwarcie wewnątrz kadzi,
- wydzielanie się gazów powstałych na skutek rozkładu termicznego izolacji stałej,
- obniżenie się poziomu oleju na skutek wycieku z kadzi.

Zabezpieczenie tego typu działa dwustopniowo. Stopień pierwszy jest związany z obniżeniem się poziomu oleju w kadzi (np. wyciek) lub zbieraniem się gazu pod górną pokrywą zabezpieczenia (rozkład izolacji). Pierwszy stopień zabezpieczenia nie powoduje wyłączenia transformatora, a jedynie uruchomienie sygnalizacji. Należy wtedy sprawdzić skład gazu obecnego w układzie, żeby upewnić się co do przyczyny zadziałania urządzenia. Jeśli jest to gaz palny należy bezwzględnie wyłączyć transformator.
Drugi stopień zabezpieczenia powodujący automatyczne wyłączenie transformatora związany jest z przepływem ponad wyznaczoną ilość oleju lub gazu do konserwatora. Przyczyną przepływu może być wystąpienie zwarcia w transformatorze, w którym wydzieli się moc ponad 30 kW. W ten sposób chroni się transformator przed uszkodzeniem.
Przekaźnik Buchholza według polskich przepisów należy stosować we wszystkich transformatorach o mocy powyżej 1 MVA.